# Before You Exit

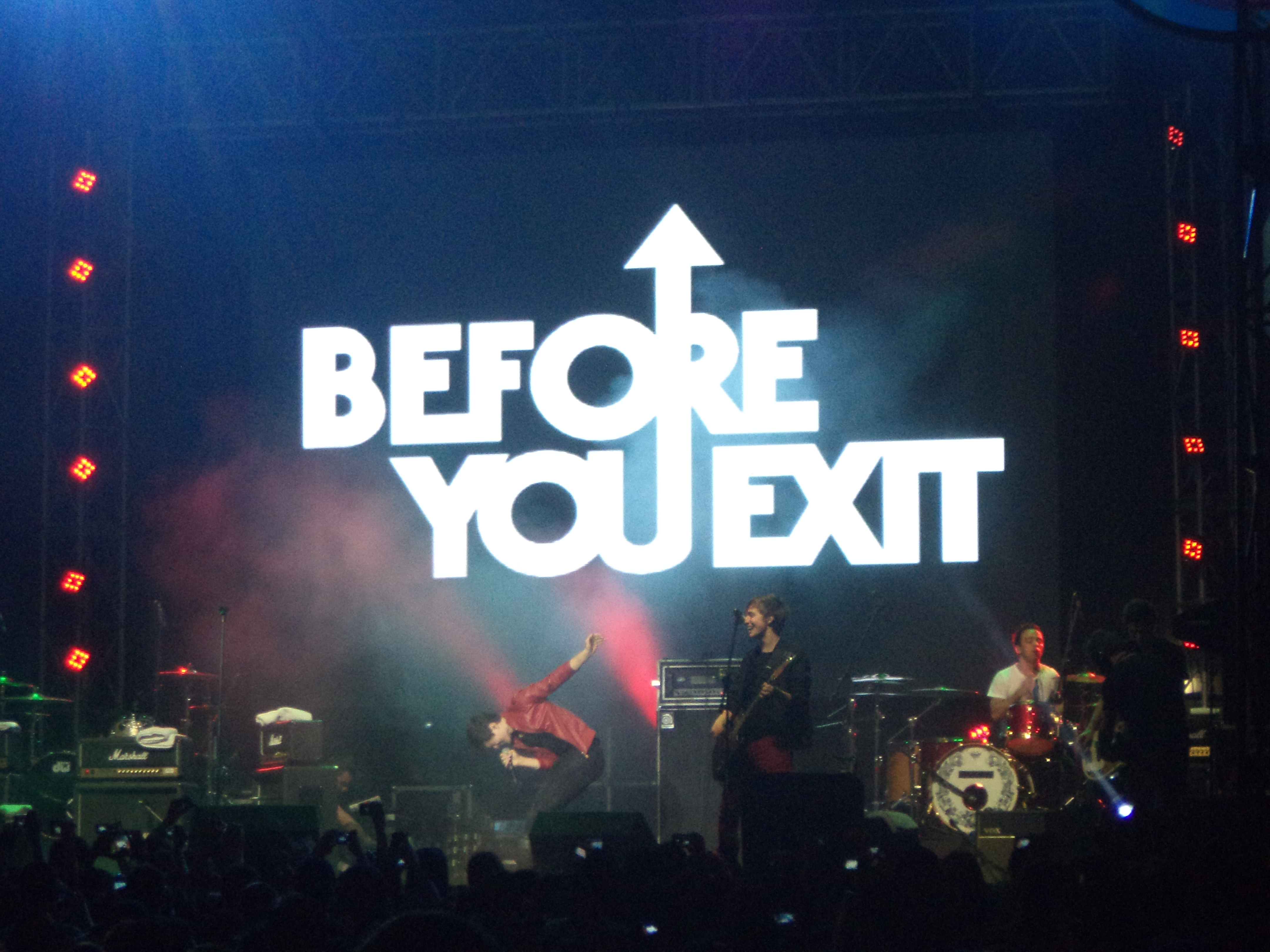
Before You Exit en vivo en el Circuit Fest 2013.

Before You Exit es una banda pop rock estadounidense de Orlando, Florida. Formada en 2007, los integrantes originales de la banda eran Connor McDonough, Braiden Wood y Thomas Silvers. Un año más tarde, la banda incluyó al hermano menor de Connor, Riley. A mediados de 2012, Toby McDonough (el hermano menor de Connor y Riley) se unió, primero haciendo un featuring con la banda en su cover de "What Makes You Beautiful" de One Direction, para luego presentarse como miembro oficial de la banda. 
Tiempo después, Braiden dejó la banda para perseguir una carrera de solista. En agosto del 2009, ellos lanzaron su EP debut, A Short Story Long, y en marzo de 2011 un segundo EP fue lanzado, Letting Go. "I Like That" fue lanzado en febrero del 2013. En julio del 2015,  lanzaron su nuevo sencillo "Model".
El nuevo EP de Before You Exit, All The Lights, fue lanzado el 8 de abril de 2016.

## Historia

### 2008 – 2011
En 2009,  lanzaron su primer EP,  A Short Story Long. 
El primer tour en el que la banda participó fue en el tour del 2010, "My Small Package Tour" de All Time Low. Fueron el acto de apertura en el tour. Ellos también dieron unos cuantos shows en el tour "The Dirty Work Tour" de All Time Low en el año 2011.
El 2011, la banda lanzó su segundo EP, Letting Go. Siguiendo el lanzamiento tuvieron su propio mini-tour "The Next Big Thing Tour" en el mismo año.

### 2012 – 2013
La banda definió su canción End of The World como próximo sencillo el 10 de enero de 2012 antes de cambiarlo y lanzar una nueva versión de esta en diciembre de aquel año.
También fueron actos de apertura en el tour "All The Way" de Allstar Weekend, también para Hollywood Ending y The After Party. La banda también audiciono para The X Factor USA y lograron llegar hasta La Casa de Los Jueces, pero se retiraron al darse cuenta de que la competición no era para ellos. En agosto del 2012, la banda tuvo un gran cambio cuando Toby McDonough, el hermano menor de Connor y Riley, se unió al grupo. Para incrementar su popularidad en América Del sur, la banda estuvo invitada para actuar en el festival NoCapricho de Brasil  en el 2012.
En febrero del 2013 lanzaron su tercer EP, I Like That. Fueron actos de apertura en el Resolution Tour de Action Ítem, también con Paradise Fears y Hello Highway para promover sus nuevas canciones.
La banda fue el único acto de apertura para la tour de Olly Murs, Right Place Right Time Tour. Durante el verano del 2013 aparecieron en tour Paradise de Cody Simpson junto con Ryan Beatty. El 17 y 18 de agosto viajaron a Singapur para cerrar el show de The Color Run en Sentosa y a Malasia el 19 de agosto en el centro comercial Sunway Pyramid.
Durante los años, la fama de la banda también se expandió a las Filipinas donde actuaron en el Circuit Fest el 25 de mayo de 2013.

### 2014 – presente
A inicios del 2014, Braiden Wood anuncio vía Tumblr su retiro de la banda para lanzar un disco de solista.
Before You Exit lanzó un vídeo musical para la nueva versión acústica de su canción "Soldier" de su EP del 2013 I Like That. El 18 de julio de 2014, lanzaron un nuevo sencillo "Heart Like California", el cual fue anunciado durante un chat en vivo vía Stageit en diciembre del 2013.
En marzo, la banda empezó su propio tour, "The Dangerous Tour", el cual recorrió 10 ciudades a lo largo de la costa este y uno en Manila, Filipinas, en mayo.
Un nuevo sencillo, "Dangerous", fue lanzado el 18 de marzo, el primer día del Dangerous Tour. Sus actos de apertura en el tour fueron Plug In Stereo y Macy Kate.
La banda estuvo en el tour de Fifth Harmony en su tour Fifth Times a Charm Tour después de hacer un acto de apertura en el House Of Blues en Orlando a inicios del año.
El 28 de abril de 2014, la banda fue seleccionada para competir en el concurso anual "Macy iHeartRadio Rising Star",y después de que obtuvieran 7 millones de votos al final del concurso, Before You Exit resultó anunciado como el ganador. La banda obtuvo un lugar en el anual iHeartRadio Festival de Música, el cual tuvo lugar en el MGM Grand Las Vegas, y también tuvieron su propio carro alegórico en el Macy's Thanksgiving Day Parade.
2015 trajo algunos cambios a Before You Exit y su futuro como banda. Debido a su popularidad incrementada, La banda visitó Europa por primera vez dando 22 shows en enero–febrero del 2015 con Christina Grimmie. Y el 7 de julio de 2015, Before You Exit anuncio por los medios de comunicación que habían firmado un contrato con RCA Records. Al día siguiente,  anunciaron nuevo sencillo "Model" qué fue lanzado el 17 de julio de 2015. El video musical de "Model" fue lanzado en VEVO el 26 de octubre de 2015.
Durante el verano de 2015, Before You Exit estuvo en el tour de The Vamps en su tour americano como acto de apertura, junto a The Tide. Este tour constó de 12 shows a través de los Estados Unidos desde el 21 de julio hasta el 8 de agosto de 2015.
El 5 de marzo de 2016, la banda anunció que darían su más grande anuncio y un conteo regresivo fue colocado en su sitio web,y el 11 de marzo de 2016, a la medianoche, la banda anunció un nuevo EP, All The Lights, presentando su sencillo "Model" y una nueva canción, "When I'm Gone". El EP fue lanzado el 8 de abril de 2016 y debutó como #1 en iTunes en Filipinas. 
La banda ha escrito canciones con Alex Gaskarth de All Time Low, Patrick Stump de Fall Out Boy, Stephen Barker Liles de Love And Theft, y Dan Libro y Alexei Misoul de Hot Chelle Rae. La banda dijo que tienen como inspiración a los Rascal Flatts, John Mayer, Maroon 5 y esperan escribir con ellos algún día.

## Miembros
- Connor Patrick McDonough - 31 (18 de noviembre de 1993) – vocalista, guitarra, piano, teclado, tambores, producción (2007–Presente)
- Riley Thomas McDonough - 29 (31 de agosto de 1995) – vocalista líder, guitarra (2008–Presente)
- Toby James McDonough - 27 (21 de enero de 1998) – vocalista, guitarra, piano, teclado (2012–Presente)

### Miembros anteriores
- Braiden Montgomery Wood - 31 (2 de septiembre de 1993) – guitarra, piano, teclado (2007–2014)
- Thomas Christian Silvers - 31 (8 de septiembre de 1993) – baterista (2007–2015)

Braiden y Thomas son dos de los miembros originales de Before You Exit. Braiden ya no es parte de la banda, lanzó su EP como solista Be Free, Be Strong.
Thomas estuvo con la banda por última vez en su tour a inicios del 2015; pero ya no estuvo con ellos en el tour de The Vamps.
- Chris Ganoudis – bajos (2014)
- Ryan SJ Wheeler – bajos (2014–2016)

Chris Ganoudis es un amigo de la banda y fue incluido como miembro de las presentaciones tras la salida de Braiden el 2014. Chris es un miembro de la banda Like The Movies. Ryan Wheeler anuncio a los medios de comunicación el 5 de enero de 2016 que se tomaría un descanso de la banda para concentrarse en su nueva banda, Blame Candy.

## Tours

### Tours
- 2011 – octubre: The Next Big Thing Tour
- 2014 – marzo, abril y mayo: The Dangerous Tour
- 2015 – enero y febrero: Tour de Europa y UK con Christina Grimmie

### Actos de Apertura
- 2010 – octubre y noviembre: All Time Low, "My Small Package Tour"
- 2011 – marzo, abril y mayo: All Time Low, "Dirty Work Tour"
- 2012 – enero y febrero: Allstar Weekend, "All The Way Tour"
- 2013 – enero y febrero: Action Ítem, "Resolution Tour"
- 2013 – abril y mayo: Olly Murs, "Right Place Right Time" Tour
- 2013 – mayo, junio y julio: Cody Simpson, "Paradise Tour"
- 2014 – junio: Fifth Harmony, "Fifth Times A Charm Tour"
- 2015 – julio y agosto: The Vamps, "North American Tour"

### Otras Apariciones
- 2013 – 25 de mayo: Circuit Fest - Manila, Filipinas
- 2014 – junio: DigiTour NYC y Toronto (Canadá)
- 2014 – julio y agosto: Run Around Tour
- 2016 – 30 de enero: 3logyinManila, Filipinas
- 2016 - 10 de junio: The Plaza Live, Orlando, Florida, junto a la fallecida Christina Grimmie.

## Discografía

### Extended Plays (EP)
| Título             | Detalles                                                                   |
| ------------------ | -------------------------------------------------------------------------- |
| A Short Story Long | - Released: 12 de agosto de 2009 - Format: Digital download, CD - Label: - |
| Letting Go         | - Released: 4 de marzo de 2011 - Format: Digital download, CD - Label: -   |
| I Like That        | - Released: 4 de febrero de 2013 - Format: Digital download, CD - Label: - |
| All The Lights     | - Release: 8 de abril de 2016 - Format: Digital download, CD - Label: RCA  |

### Sencillos
- "End of the World" ft. Anth
- "A Little More You"
- "I Like That"
- "Soldier" (10 de febrero del 2014)
- "Dangerous" (18 de marzo del 2014)
- "Heart Like California" (julio del 2014)
- "Model" (17 de julio de 2015)
- "When I'm Gone" (11 de marzo de 2016)

### Vídeos oficiales
- "I Like That" (30 de mayo de 2013)
- "Soldier" (12 de febrero del 2014)
- "Dangerous" (22 de marzo del 2014)
- "Model" (26 de octubre del 2015)
- "When I'm Gone" (28 de marzo del 2016)